# IC 4702
IC 4702 је спирална галаксија у сазвјежђу Паун која се налази на листи објеката дубоког неба у Индекс каталогу.
Деклинација објекта је - 59° 14' 20" а ректасцензија 18h 23m 3,9s. Привидна величина (магнитуда) објекта IC 4702 износи 13,1 а фотографска магнитуда 14,0. IC 4702 је још познат и под ознакама ESO 140-20, PGC 61810.